# Lickey End
Lickey End är en ort i distriktet Bromsgrove, i Storbritannien. Den ligger i grevskapet Worcestershire och riksdelen England, i den södra delen av landet, 160 km nordväst om huvudstaden London. Lickey End var en civil parish 2001–2006. Civil parish hade 2 764 invånare år 2001.